# Zoofenster
Das Zoofenster ist ein Hochhaus im Berliner Ortsteil Charlottenburg des Bezirks Charlottenburg-Wilmersdorf. Es verdankt seinen Namen dem gegenüberliegenden Zoologischen Garten und steht mit 118,8 Metern zusammen mit dem benachbarten gleichhohen Upper West auf Platz 5 aller Berliner Hochhäuser. Gemeinsam mit dem Upper West bildet es ein Torensemble zur Kantstraße und rahmt die Gedächtniskirche am Breitscheidplatz städtebaulich ein.
Das Zoofenster beherbergt hauptsächlich ein Fünfsterne-Hotel der Kette Waldorf Astoria.

## Geschichte
Der prominente Standort hat eine bewegte Geschichte: Eine frühere Variante war 1999 die Planung des Hotelkonzeptes Merchant Court mit 310 Zimmern und einer Fläche von rund 24.280 m². Merchant Court ist ein Label der Raffles Holdings (1995) Pte Ltd. aus Singapur, einem Vertreter des Luxussegments. Bei diesem Konzept sollten vom Erdgeschoss bis zum zweiten Obergeschoss Einzelhandelsflächen und in den Etagen über dem Hotel Büros und Wohnungen realisiert werden. Als Merchant Court Berlin wurde das Hotel bereits in entsprechenden Veröffentlichungen beworben.
Die vorbereitenden Arbeiten begannen im Jahr 2002. Als der damalige Hauptpächter, die Hotelkette Hilton, vom Vertrag zurücktrat, stoppten die Arbeiten, das Gelände wurde vorerst eingeebnet. Danach war das verwaiste Grundstück längere Zeit von großflächigen Riesenpostern verhüllt.
Im August 2007 fand der damalige Grundstückseigner, die Kölner Immobiliengruppe Ebertz & Partner, einen neuen Investor, der das Haus nach den bereits vorhandenen Plänen errichten wollte. Nach einem Bericht des RBB handelte es sich um einen Investmentfonds der finanzstarken Harvest United Enterprises mit Sitz in Abu Dhabi.
Im Mai 2008 wurden nach der Demontage der Posterwand die vorbereitenden Bauarbeiten fortgeführt. Das auf 27 Meter Tiefe gehende Fundament war Anfang 2009 fertiggestellt. Die offizielle Grundsteinlegung erfolgte am 27. März 2009. Zur Erweiterung des Baugrundstücks wurden ab April 2009 der nördliche Gebäudekomplex und die dazugehörige brückenartige Überbauung der Kantstraße des denkmalgeschützten Schimmelpfeng-Hauses abgerissen; damit war der Blick von der Kantstraße zum Breitscheidplatz wieder frei.
Der Rohbau war nach Abschluss der Betonierungsarbeiten am 32. Obergeschoss des Hochhauses Mitte Oktober 2010 fertiggestellt, das Richtfest konnte am 22. Oktober 2010 gefeiert werden. Wegen Problemen bei Abnahme der Brandschutztechnik fiel die für Herbst 2012 geplante Eröffnung aus.
Anfang 2012 wurde der Hotelbereich des zweithöchsten Gebäudes in der Berliner West-City eingerichtet und der Kern der Belegschaft eingewiesen.
Laut einer Pressemeldung vom November 2017 plante der Eigentümer im Jahr 2018 einen Verkauf der Immobilie, der Bewerber ist noch nicht bekannt.

## Lage und Architektur

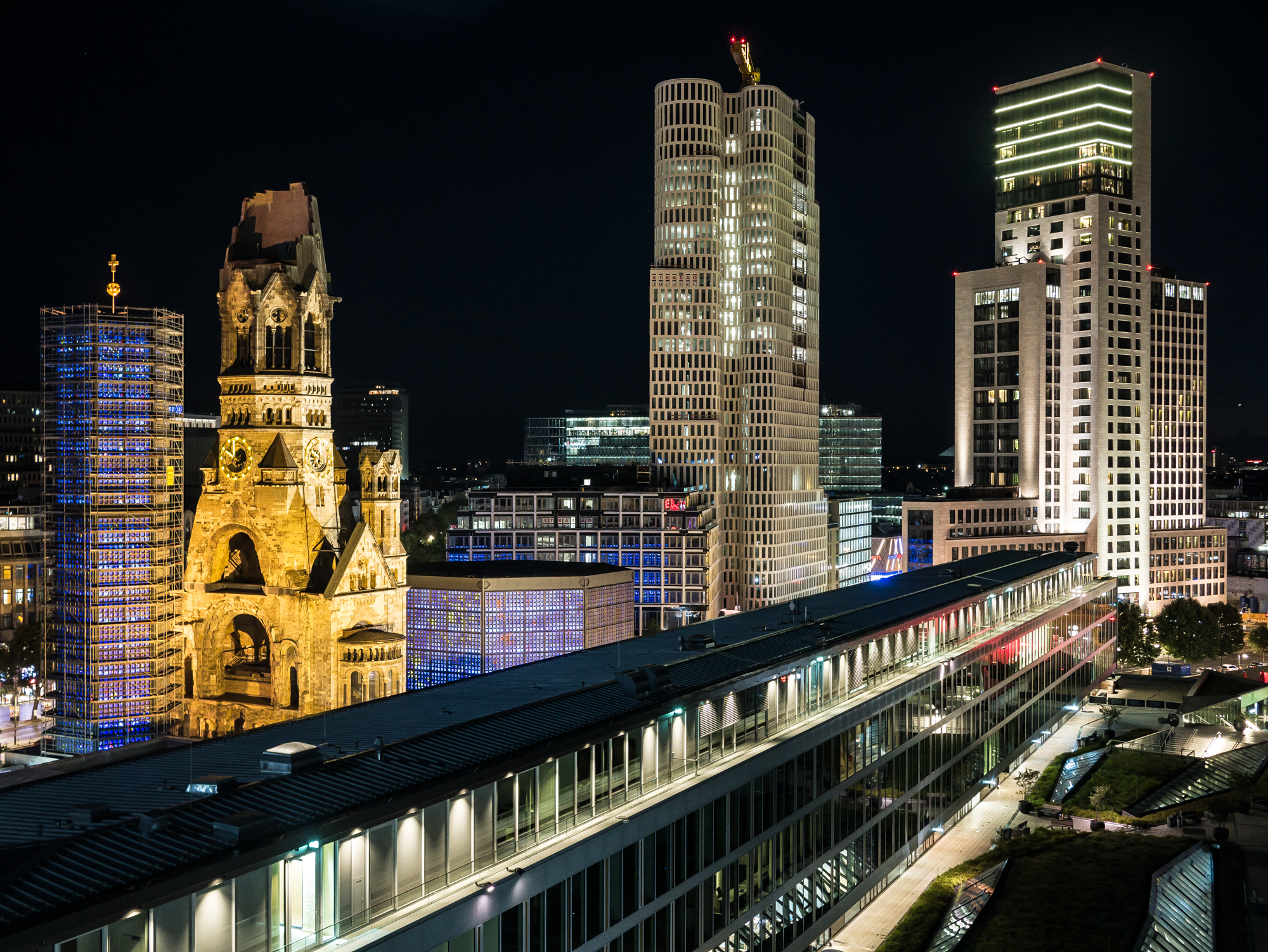
Umgebung des Zoofensters (rechts) bei Nacht: vorn das Bikini-Haus, links die Kaiser-Wilhelm-Gedächtniskirche, in der Mitte das Upper West

Das Areal des Zoofensters wird eingefasst von der Kantstraße im Süden, der Joachimsthaler Straße im Westen sowie der Hardenbergstraße im Norden. Das Grundstück in Form eines Dreiecks liegt leicht schräg gegenüber dem Hardenbergplatz mit dem Bahnhof Zoologischer Garten im Norden und mit seiner etwas abgestumpft abschließenden Spitze gegenüber dem Breitscheidplatz mit der Kaiser-Wilhelm-Gedächtniskirche im Osten.
Entworfen hat das Zoofenster der Frankfurter Architekt Christoph Mäckler. Richard Rogers und der Getränkekonzern Brau & Brunnen wollten ursprünglich an derselben Stelle ein völlig gläsernes Hochhaus errichten. Mäcklers Entwurf sollte sich dagegen der umgebenden steinbetonten Bebauung mehr anpassen und farblich besser einfügen. Des Weiteren orientiert sich der Sockel (die unteren sechs Etagen) von der Höhe her an den benachbarten Gebäuden.